# Ibbi-Sin
Ibbi-Sin  (en sumerio 
𒀭𒄿𒉈𒀭𒂗𒍪

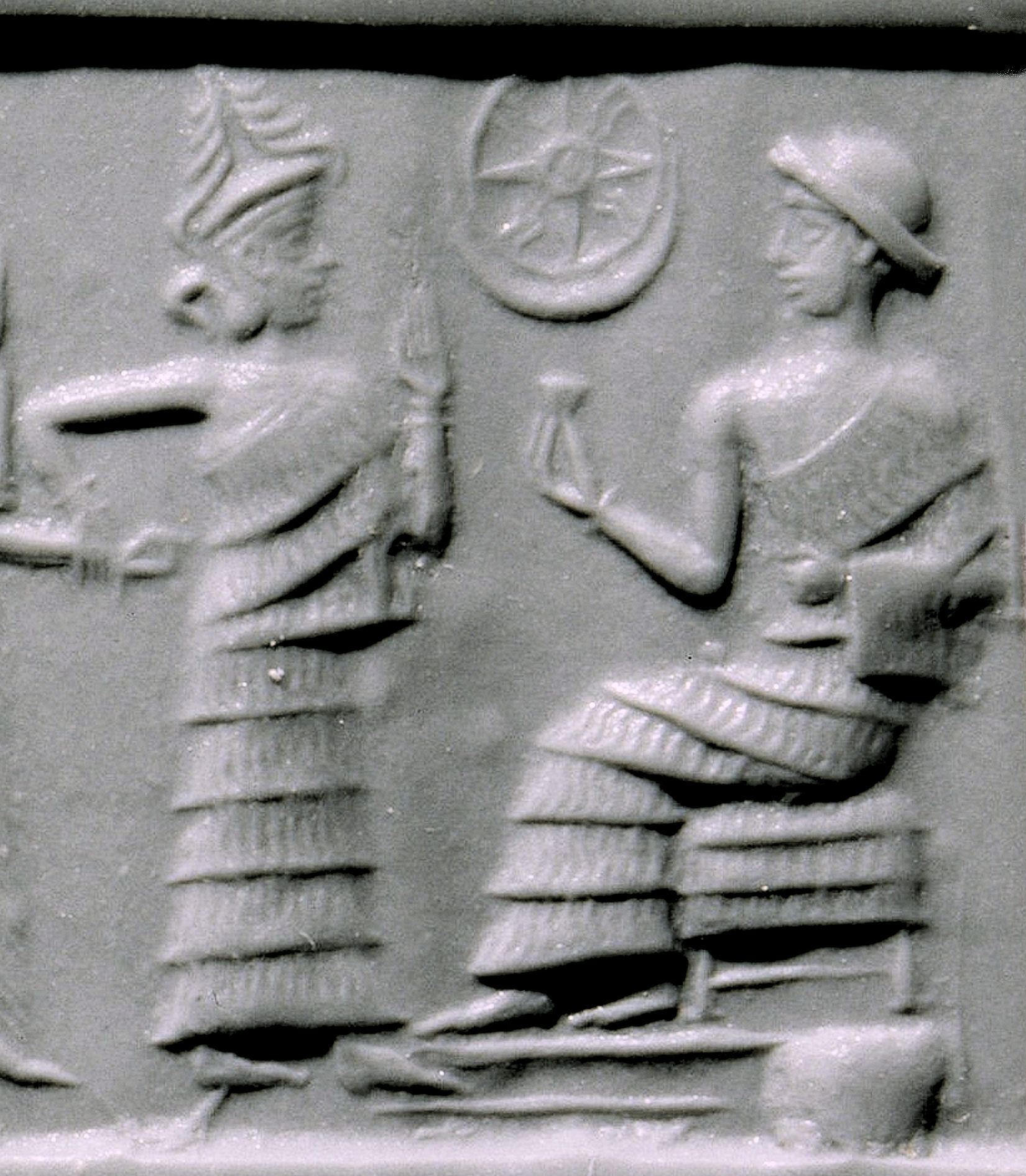
Ibbi-Sin entronizado, con diosa de pie.

, Di-bi₂-Dsuen) fue el último rey de Sumeria y Acad de la III dinastía de Ur. Sucedió a su hermano Shu-Sin en 2026 a. C.
Durante su reinado tuvo que enfrentarse a las oleadas de los nómadas amorreos del desierto de Arabia que sobrepasaron el sistema de fortificaciones ideado por su predecesor. A ello se sumaron numerosas rebeliones de ciudades de la propia Sumeria. Ibbi-Sin trató de establecer alianzas para mantener al menos el territorio central; así, entregó las regiones más afectadas por la llegada de los nómadas a un funcionario suyo: Ishbi-Erra. Sin embargo esto resultó un fracaso, ya que Ishbi-Erra aprovechó para fundar una dinastía propia con centro en Isin. Finalmente, un ataque de los elamitas y los nómadas de los montes Zagros consiguió tomar Ur, poniendo fin a la dinastía y al imperio encabezado por esta ciudad. Los conquistadores arrasaron la ciudad, destruyeron los templos e incendiaron los campos, lo cual fue relatado en las llamadas lamentaciones de Ur.